# شهرستان نووی تارگ
شهرستان نووی تارگ (به لهستانی: Powiat Nowy Targ) یک شهرستان در لهستان است که در استان لهستان کوچک‌تر واقع شده‌است. شهرستان نووی تارگ ۱٬۴۷۴٫۶۶ کیلومتر مربع مساحت و ۱۸۱٬۸۷۸ نفر جمعیت دارد.